# Валтер фон Хюрнхайм
Валтер фон Хюрнхайм (на немски: Walter von Hürnheim/Hirnheim; † 1464) е благородник от значимия стар швабски род Хюрнхайм/Хирнхайм в Хюрнхайм (днес част от Едерхайм в район Донау-Рис).

## Произход
Той е син на рицар Валтер фон Хюрнхайм-Хохалтинген († сл. 1456) и съпругата му Анна фон Хиршорн. Внук е на Вилхелм фон Хюрнхайм-Хохалтинген († пр. 1397) и Ита фон Геролдсек († сл. 1429). Потомък е на Алберт фон Хюрнхайм († сл. 1240).
Брат му Еберхард фон Хюрнхайм († 1483) се жени за Анна фон Рехберг. Сестра му Ута фон Хюрнхайм се омъжва за Лудвиг фон Ротенщайн. Роднина е на Еберхард II фон Хюрнхайм (1494 – 1560), княжески епископ на Айхщет (1552 – 1560).
Родът измира през 1679 г. със смъртта на Йохан Филип, абат на Страховския манастир в Прага.

## Фамилия
Валтер фон Хюрнхайм се жени за Анна/Амалия фон Елербах († сл. 1464). Те имат три дъщери:
- Сибила фон Хюрнхайм († 1520), омъжена за Йохан фон Фелберг
- Хилдегард фон Хюрнхайм, омъжена за Албрехт фон Рехберг-Рамсберг († 1 май 1502)
- Anna фон Хюрнхайм, омъжена за Хайнрих XII фон Папенхайм († 24 март 1511)